# Thượng Thành, Hàng Châu
Thượng Thành là một trong 10 quận nội thành trực thuộc thành phố cấp địa khu Hàng Châu, thủ phủ của tỉnh Chiết Giang, nước Cộng hòa Nhân dân Trung Hoa.

## Lịch sử thành lập
Từ thời Bắc Tống cho đến cuối đời nhà Thanh, quận Thượng Thành thuộc các huyện Tiền Đường và Nhân Hòa.

Tháng 5 năm 1949, Hàng Châu được giải phóng, thành lập 8 quận, trong đó có 2 quận là Thượng Thành và Trung Thành.

Tháng 5 năm 1957, quận Trung Thành bị bãi bỏ, đem phần lớn bộ phận của quận này nhập vào quận Thượng Thành.

Tháng 1 năm 1997, đem 4 nhai đạo Vọng Giang, Nam Tinh, Tử Dương, Áp Khẩu của quận Giang Can và 3 thôn Vọng Giang, Cận Giang, Ngọc Hoàng của trấn Tứ Quý Thanh nhập vào quận Thượng Thành.

Tháng 4 năm 2021, các quận Giang Can và Thượng Thành bị bãi bỏ. Quận Thượng Thành mới được thành lập dựa trên toàn bộ diện tích và dân số của 2 quận trên, trừ các nhai đạo Hạ Sa và Bạch Dương của quận Giang Can cũ.

## Hành chính

### Phân chia hành chính
Bắt đầu từ tháng 4 năm 2021, quận Thượng Thành quản lí 14 nhai đạo:
| Mã hành chính | Tên đơn vị hành chính | Diện tích （m2） | Mã bưu chính | Số xã khu | Số thôn hành chính |
| ------------- | --------------------- | ---------------- | ------------ | --------- | ------------------ |
| Nhai đạo      |                       |                  |              |           |                    |
| 330102001     | Thanh Ba              | 2.20             | 310002       | 5         | 0                  |
| 330102003     | Hồ Tân                | 1.63             | 310006       | 6         | 0                  |
| 330102004     | Tiểu Doanh            | 2.71             | 310009       | 12        | 0                  |
| 330102008     | Nam Tinh              | 4.31             | 310008       | 8         | 0                  |
| 330102009     | Tử Dương              | 3.49             | 310008       | 12        | 0                  |
| 330102010     | Vọng Giang            | 4.10             | 310016       | 11        | 0                  |
| 330104005     | Khải Toàn             | 6.07             | 310020       | 14        | 0                  |
| 330104006     | Thải Hà               | 5.5              | 310016       | 15        | 0                  |
| 330104007     | Áp Lộng Khẩu          | 4.84             | 310004       | 17        | 0                  |
| 330104008     | Tứ Quý Thanh          | 9                | 310016       | 12        | 0                  |
| 330104011     | Bành Phụ              | 14.76            | 310017       | 14        | 0                  |
| 330104012     | Kiển Kiều             | 18.2             | 310021       | 18        | 8                  |
| 330104013     | Đinh Lan              | 15.15            | 310021       | 16        | 2                  |
| 330104014     | Cửu Bảo               | 16.06            | 310018       | 17        | 4                  |

## Tín ngưỡng
Người dân địa phương tin theo đạo Phật, đạo Lão, đạo Công giáo và đạo Tin lành. Chùa Hải Triều là một trong những ngôi chùa Phật giáo nổi tiếng nhất trong khu vực.